# Sepedon fuscipennisfloridensis
Sepedon fuscipennisfloridensis är en tvåvingeart som beskrevs av Steyskal 1951. Sepedon fuscipennisfloridensis ingår i släktet Sepedon och familjen kärrflugor. Inga underarter finns listade i Catalogue of Life.